# تورتیلیونی
تورتیلیونی نوعی پاستای ایتالیایی است که مشابه ریگاتونی است، اما بزرگ‌تر و با شیارهای عمیق‌تری که به دور پاستا می‌چرخند.
این نام از کلمه لاتین torquere به معنای 'پیچاندن' گرفته شده است. تورتیلیونه طراحی خاصی است که از دستگاه‌های تراش در تولید پاستا به دست می‌آید و دارای شیارهای عمودی است.